# Хойс, Теодор
Теодор Хойс (также Хейс, нем. Theodor Heuss; 31 января 1884, Бракенхайм, Германская империя — 12 декабря 1963, Штутгарт, ФРГ) — немецкий политик-либерал, журналист и политолог, западногерманский государственный деятель. Первый федеральный президент ФРГ (1949—1959). Почётный гражданин Кёльна (1959).

## Биография

### Становление личности и мировоззрения
Родился в евангелической семье строителя и архитектора Людвига Хойса (1853—1903) и его супруги Элизабет Хойс (1853—1927). Посещал гимназию в Хайльбронне, впоследствии переименованную в его честь.
Из-за возникшей хронической травмы плеча не проходил военную службу.
Изучал политическую экономию, литературу, историю, философию, историю искусств и политологию в Мюнхенском и Берлинском университетах. Постепенно сконцентрировал свои исследования на экономике. Уже после второго семестра он предложил своему докторанту, мюнхенскому экономисту Луйо Брентано тему для диссертации. После изучения источников и всего лишь трех недель работы с документами он подготовил работу под названием «Виноградарство и виноделие в Хайльбронне-на-Неккаре» и был удостоен докторской степени с отличием (1905).
Уже студентом увлекся политическим учением протестантского пастора Фридриха Наумана. Сразу после выпуска он принял участие в конгрессе Национал-социальной ассоциации, которую Науманн основал в 1896 г. Науман и Хойс, в частности, выступали за союз с ориентированными на реформы социал-демократами и призывали к демократическим реформам, таким как всеобщее избирательное право. Только так можно реализовать либеральный идеал самоопределенной личности в индустриальном массовом обществе. Они считали империю и демократию совместимыми, чтобы объединить различные интересы в символическое государство. В эпоху империализма Науман проводил кампанию за сильное национальное государство и экспансионистскую колониальную политику. Эта смесь социальных и демократических, национальных и империалистических идей была очень привлекательна для Хойса, поскольку она обеспечивала выход из кризиса либерализма.
В 1903 г. принял участие в качестве делегата на последнем съезде Национал-социальной ассоциации. После ее роспуска он присоединился к подавляющему большинству ее бывших членов, которые в 1910 г. объединилась с другими леволиберальными партиями в Прогрессивную народную партию. Несмотря на то, что он успешно возглавлял избирательный штаб Наумана на выборах в вюртембергский ландтаг и имперский рейхстаг, его собственная попытка избраться в земельный парламент в 1912 г. потерпела неудачу во втором туре голосования.
Начал свою карьеру как политический редактор. С 1905 по 1912 г. редактировал журнал «Помощь», основной печатный орган Национал-социальной ассоциации. В 1912 г. по просьбе Наумана стал главным редактором газеты Heilbronn Neckar, которая была близка к национал-социалистам и имела сверхрегиональное значение. Вскоре после переезда в Хейльбронн в 1913 г. он также возглавил редакционную коллегию политико-литературного еженедельника «Марш». Однако вследствие малочисленности подписчиков и сложных социально-экономических условиях Первой мировой войны в конце марта 1917 г. выпуск издания был остановлен и он стал автором других мюнхенских СМИ.
В начале 1918 г. с семьёй переехал в Берлин, где до 1921 г. работал штатным управляющим, а с 1924 по 1933 г. — членом правления Немецкого Веркбунда. Выступил автором введения к документации архитектурного конкурса «Дома немецко-турецкой дружбы» в Константинополе, который так и не был построен из-за распада Германской и Османской империй.

### Веймарская Республика
Скептически относился к Ноябрьской революции, считал, что буржуазный порядок находится под угрозой. Однако в конце 1918 г. поддержал Совет народных уполномоченных как якорь стабильности в революционной суматохе. По этой причине он также боролся с «Легендой об ударе ножом в спину» противников Республики. Выступал за парламентскую, основанную на конкуренции партий демократию, которая представляет собой избранное правительство с обширными полномочиями. При этом демократия как образ жизни основывалась на культуре справедливости и терпимости в политическом взаимодействии, а Веймарской республике не хватало такого отношения к своим гражданам.
В профессиональной деятельности в этот период сменил четыре профессии. Сначала он был журналистом, до 1925 г. возглавлял журнал «Германская нация». Кроме того, за этот период в разных изданиях он опубликовал около 900 статей. Затем он был профсоюзным чиновником: с 1920 г. был заместителем, с 1925 г. — председателем Ассоциации немецких писателей. Также входил в состав Рейхсбаннера, с 1926 г. был заместителем председателя Союза немецких переселенцев. Одновременно он активно занимался политическим образованием. С 1920 по 1925 г. работал директором по исследованиям, а затем до 1933 г. в совете директоров Немецкого политического университета и регулярно проводил там лекции и семинары по конституционной и партийной истории Германии и по политическим вопросам.
Наконец он заявил о себе как политик-демократ. В конце 1918 года он становится одним из основателей Немецкой демократической партии (НДП). В 1919 г. становится городским советником (с 1920 г. — окружным советником) в Берлине-Шёнеберге. С 1924 по 1928 гг. и с 1930 по 1933 гг. являлся депутатом немецкого рейхстага. В этот период он провел в качестве политика до 1933 г. почти 1000 лекций по всей стране. В 1930 г. НДП объединилась с рядом движений антисемитского и авторитарного характера в Немецкую государственную партию. Тем не менее, на сентябрьских выборах 1930 г. партия получила только 3,7 % и потеряла почти всех своих сторонников. Будучи членом рейхстага, Хойс не мог остановить падение своей партии в условиях окончательного кризиса Веймарской республики.
В 1931 г. он отправился на конференцию либеральных партий, которая проходила в Афинах. После этого он совершил путешествие по Греции, о котором опубликовал серию статей, в том числе о модернизации и индустриализации страны. Позднее эта поездка сыграла свою роль, когда на посту федерального президента в 1956 г. он приехал в эту страну, что помогло сломать дипломатическую изоляцию Федеративной Республики.
С начала 1930-х гг. активно изучал идеологию и практику национал-социализма. В начале 1932 г. он опубликовал историко-политическое исследование «Путь Гитлера», которое впоследствии восемь раз переиздавалось и было переведено на три европейских языка. Выступал с критикой Адольфа Гитлера и НСДАП.

### Нацистская Германия
23 марта 1933 г. вместе с четырьмя другими членами своей партии — Германом Дитрихом, Генрихом Ландалем, Эрнстом Леммером и Рейнхольдом Майером проголосовал за принятие «Закона о чрезвычайных полномочиях», хотя ранее выступал против. Впоследствии он утверждал, что проголосовал с большинством фракции, поскольку до этого было принято решение голосовать так, как решит большинство.
В отношении начавшихся гонений на евреев он занимал уклончивую позицию, говоря, с одной стороны, что «некоторые из людей в списке не являются плохими соседями» и в то же время выступал за правомерность борьбы с еврейской литературой, с которой и сам боролся все эти годы. В июле 1933 г. в рамках Указа «Об обеспечении государственного управления» был аннулирован его депутатский мандат, полномочий были лишены также все его однопартийцы.
В 1936 г. ему было запрещено публиковаться и он потерял свой преподавательский пост. С 1936 г. благодаря приглашению директора, Карла Кристиана фон Лёша, ему удалось устроиться на работу в Институт пограничных и иностранных исследований. Позже его фактически содержала жена, добившаяся успеха как создатель рекламы.
В 1941 г. он стал постоянным сотрудником либеральной Frankfurter Zeitung, в которой он публиковал в основном исторические и культурно-политические очерки. В 1942 г. по приказу Гитлера немецким газетам было запрещено печатать его тексты. Он продолжал писать под псевдонимом Томас Бракхайм, опубликовав несколько биографий известных немецких ученых. Из-за несанкционированного опубликования этих работ в 1941 г. на него был наложен штраф в размере 50 рейхсмарок, от которого он смог защититься.
Он также опубликовал биографические статьи в других ежедневных газетах, таких как «Потсдамская газета». До 1941 года писал для нацистского еженедельника «Империя».
В 1943 г. переехал с семьёй в Гейдельберг, где в основном работал над биографией Роберта Боша и жил там до 1945 г.

### Послевоенное время
В 1945 г. вместе с Рудольфом Агриколой и Германом Кнорром от оккупационных властей США получил одну из первых лицензий на издание газет — все ещё существующую «Рейн-Неккар-Цайтунг». В сентябре 1945 г. американская военная администрация назначила его первым министром культуры земли Баден-Вюртемберг. С 1946 по 1949 г. был членом ландтага, сначала от Народно-демократической партии, а затем — от Свободной демократической партии (СвДП), возникшей в 1948 г. в результате слияния национальных либеральных и леволиберальных групп. При этом он сложил полномочия министра культуры.
В 1946 и 1947 гг. преподавал историю в качестве профессора в Технического университета Штутгарта, в 1948 г. становится почетным профессором этого высшего учебного заведения.
В марте 1947 г. вместе с Вильгельмом Кюльцем был избран председателем Демократической партии Германии, но этот общегерманский либеральный союз всего за один год показал свою нежизнеспособность. В декабре 1948 г. на учредительном съезде СвДП, целью которой было объединить либеральные политические течения и партийные объединения по крайней мере в западных зонах оккупации, он был избран председателем партии. В 1948 г. входил в состав Парламентского совета, который разработал и принял Основной закон ФРГ.
С 1949 по 1959 гг. занимал пост президента ФРГ. Как представитель демократически-либеральных и культурных традиций Германии он смог завоевать доверие послевоенной республики в стране и за рубежом. В 1958 г. нанес официальные визиты в США, Канаду и Великобританию.
Был известен тем, что сам себе писал речи. В знак признания получил в народе прозвище «Папа Хойсс».

### Взгляды и общественная деятельность
На посту главы государства возглавлял «Общество защиты немецкого леса». В 1953 г. основал немецкий «Фонд помощи деятелям искусств» (Deutsche Künstlerhilfe).
С начала 1950-х гг. он также занимался темой промышленного дизайна и защищал концепцию «немецкого качества». Он одним из первых признал важность дизайна и промышленного дизайна для экономики Германии, ориентированной на экспорт, и инициировал государственное финансирование таких проектов.
Также проводил кампанию за продвижение политического образования, поддержал создание и активно поддерживал создания Фонда Фридриха Науманна.
Выступал против сохранении прежней мелодии гимна ФРГ. По его словам, в результате нацистского надругательства она больше не приемлема для новой демократии.
В понимании политика 8 мая 1945 г. было «одним из самых страшных дней немецкой истории». Он отверг «коллективную вину» как «простое упрощение», но признался в «коллективном позоре» из-за Холокоста.

## Семья
Был женат на Элли Хойс-Кнапп. У супругов родился единственный ребёнок: Эрнст Людвиг Хойс (1910—1967).

## Награды и звания
| Страна   | Дата вручения | Награда                                                                                                 | Награда                                                                                                 | Литеры |
| -------- | ------------- | --- | --- | ------ |
| Германия | 1952          | Кавалер Большого креста специального класса ордена «За заслуги перед Федеративной Республикой Германия» | Кавалер Большого креста специального класса ордена «За заслуги перед Федеративной Республикой Германия» |        |

| Страна   | Дата вручения   | Награда                                                                                          | Награда                                                                                          | Литеры |
| -------- | --------------- | ------------------------------------------------------------------------------------------------ | ------------------------------------------------------------------------------------------------ | ------ |
| Италия   | 31 декабря 1953 | Кавалер Большого креста декорированного лентой ордена «За заслуги перед Итальянской Республикой» | Кавалер Большого креста декорированного лентой ордена «За заслуги перед Итальянской Республикой» |        |
| Исландия | 29 января 1955  | Кавалер цепи ордена Исландского сокола                                                           | Кавалер цепи ордена Исландского сокола                                                           |        |
| Австрия  | 1956            | Кавалер Большой звезды Почёта «За заслуги перед Австрийской Республикой»                         | Кавалер Большой звезды Почёта «За заслуги перед Австрийской Республикой»                         |        |
| Ватикан  | 1957            | Рыцарь ордена Золотой шпоры                                                                      | Рыцарь ордена Золотой шпоры                                                                      |        |

Являлся почетным гражданином городов Берлин, Бонн (1954), Бракенхайм, Дармштадт, Дюссельдорф (1960), Франкфурт-на-Майне (1959), Хайльбронн, Киль, Кёльн, Реклингхаузен, Зоест, Штутгарт (1954) и Трир. Почетный гражданин города Олимпии в Греции (1956).
- Почетный доктор Свободного университета Берлина (1949)
- Почетный доктор протестантского богословского факультета Тюбингенского университета (1951)
- Почетный доктор Университета Лаваля (1958)
- Почетный доктор Дартмутского колледжа (1958)
- Премия мира немецких книготорговцев (1959)
- Почетный сенатор Боннского университета (1959)
- Почетный академик Гейдельбергской академии наук (1959)
- Медаль Гарнака Общества Макса Планка (1959)
- Медаль Людвига Сиверса (1962)
- Медаль Вольфганга Дёринга (1963)

## Сочинения
- «Создаваемое и создатели: биографические зарисовки», под редакцией Теодора Хойса [автор: Фридрих Науманн]. Вальтер де Грюйтер, Берлин / Лейпциг, 1919
- «Создаваемое немцами», Гольдманн, Мюнхен, 1975, ISBN 3-442-11130-7 [другие выпуски 1947 года]
- «Юстус фон Либих: о гении исследований», Гофман и Кампе, Гамбург, 1942
- «Фридрих Науманн: человек, работа, время», Зибенштерн-Ташенбух-Верлаг, Мюнхен/Гамбург, 1968
- «Роберт Бош: жизнь и достижения», Расширенное дополненное издание, Институт немецкого издательства, Штутгарт 2002, ISBN 3-421-05630-7
- «Ганс Ползиг: конструкции и проекты», Deutsche Verlags-Anstalt, Штутгарт 1985, ISBN 3-421-02835-4
- «Об искусстве настоящего: 3 эссе», Вундерлих, Тюбинген, 1956
- «Заклинание теней: второстепенные фигуры истории», Klöpfer und Meyer, Tübingen 1999, ISBN 3-931402-52-5
- «Путешествие по немецкой судьбе», Бертельсманн, Гютерсло, 1961
- «Путь Гитлера: историко-политическое исследование национал-социализма», Союз, Штутгарт, 1932 (при своей жизни Хойсс не допустил переиздания),
- «Путь Гитлера: гарнитура 1932 года», Вундерлих, Тюбинген, 1968
- «Пролог и действующие лица», Гиперион-Верлаг, Фрайбург, 1959
- «Перед книжным стеллажом: зарисовки о поэтах и поэзии», Вундерлих, Тюбинген, 1961
- «Воспоминания 1905—1933 гг.», Библиотека Фишера, Франкфурт-на-Майне/Гамбург, 1965
- «Пролог жизни: ранние воспоминания», Бюхергильде Гутенберг, Франкфурт-на-Майне, 1966
- «Швабия: краски для портрета», Вундерлих, Тюбинген, 1967
- «Берлин и его музеи», Кнорр и Хирт, Мюнхен/Арбек/Ганновер, 1966
- «Главные выступления», Deutscher Taschenbuch Verlag, Мюнхен, 1967
- «Дневники 1955/1963», Wunderlich, Tübingen/Stuttgart, 1978